# Bunkerville
Bunkerville is een plaats (census-designated place) in de Amerikaanse staat Nevada, en valt bestuurlijk gezien onder Clark County.

## Demografie
Bij de volkstelling in 2000 werd het aantal inwoners vastgesteld op 1014.

## Geografie
Volgens het United States Census Bureau beslaat de plaats een oppervlakte van
112,4 km², waarvan 111,2 km² land en 1,2 km² water.

## Plaatsen in de nabije omgeving
De onderstaande figuur toont nabijgelegen plaatsen in een straal van 60 km rond Bunkerville.